# Fudbalski Klub Ohrid
Il Fudbalski Klub Ohrid (in macedone ФК Охрид) è una società calcistica macedone con sede nella città di Ocrida. Milita nella Vtora liga, il secondo livello del campionato macedone di calcio.

## Storia
La squadra è stata fondata nel 1921. Nel 1946 si è fusa con tutte le altre squadre cittadine (OSK, FK Ohridski Branovi, FK Jugoslavija, FK Rashanec e FK Gragjansk) dando vida al Fudbalski Klub Ohrid. Ha disputato il campionato della RS di Macedonia nel 1948, concludendo all'8º posto finale.
Al termine della stagione 2011-2012 è retrocesso in Vtora Liga, dopo tre campionati disputati nel massimo livello nazionale. I precedenti due nel 1994-1995 e 1995-1996.

## Palmarès

### Competizioni nazionali
- Vtora Liga: 1

1993-1994
- Treta Liga: 2

2006-2007, 2018-2019

### Altri piazzamenti
- Coppa di Macedonia:

Semifinalista: 1993-1994

## Organico

### Rosa
Aggiornata al 22 febbraio 2020.
| N. |                               | Ruolo | Calciatore             |
| -- | ----------------------------- | ----- | ---------------------- |
| 1  | Macedonia del Nord (bandiera) | P     | Raif Mirseloski        |
| 3  | Macedonia del Nord (bandiera) | D     | Martin Lekoski         |
| 4  | Macedonia del Nord (bandiera) |       | Slave Markoski         |
| 5  | Macedonia del Nord (bandiera) | D     | Aleksandar Vasilev     |
| 6  | Macedonia del Nord (bandiera) |       | Simon Markoski         |
| 7  | Macedonia del Nord (bandiera) |       | Vecko Vrencoski        |
| 8  | Macedonia del Nord (bandiera) | C     | Aleksandar Gjorgjieski |
| 9  | Macedonia del Nord (bandiera) |       | Nikola Sekuloski       |
| 11 | Macedonia del Nord (bandiera) | C     | Sherif Rexhepi         |
| 12 | Macedonia del Nord (bandiera) | P     | Stefan Tashkoski       |
| 17 | Macedonia del Nord (bandiera) | C     | Aleksandar Celeski     |
| 18 | Macedonia del Nord (bandiera) |       | Mihail Risteski        |

| N. |                               | Ruolo | Calciatore           |
| -- | ----------------------------- | ----- | -------------------- |
| 21 | Macedonia del Nord (bandiera) | A     | Igor Klechkaroski    |
| 22 | Macedonia del Nord (bandiera) | C     | Darko Simjanoski     |
| 23 | Macedonia del Nord (bandiera) | C     | Romeo Kochoski       |
| 24 | Macedonia del Nord (bandiera) | D     | Ljupcho Trpeski      |
| 26 | Macedonia del Nord (bandiera) |       | Dushan Novichikj     |
| 27 | Macedonia del Nord (bandiera) | D     | Naum Veljanoski      |
| 28 | Macedonia del Nord (bandiera) |       | Simon Markoski       |
|    | Macedonia del Nord (bandiera) |       | Marko Arsenov        |
|    | Macedonia del Nord (bandiera) |       | Aleksandar Bakuleski |
|    | Macedonia del Nord (bandiera) |       | Kiprijan Petreski    |
|    | Macedonia del Nord (bandiera) | C     | Burhan Aliji         |